# Stella Jean
Pour les articles homonymes, voir Jean.
Stella Jean, née le 17 juin 1979 à Rome, est une créatrice italo-haïtienne reconnue comme étant la première styliste italienne noire. Elle vit et travaille à Rome et est considérée comme la protégée de Giorgio Armani. Son travail fusionne la confection italienne classique avec des thèmes africains, caribéens et des images haïtiennes.  
En 2019, elle est désignée par le New York Times, comme la styliste la plus convaincante de tous les designers de la nouvelle génération à Milan.

## Premières années
Stella Jean est née à Rome en 1979, d'une mère haïtienne, Violette Jean, et d'un père italien, Marcello Novarino.  
Elle a étudié les sciences politiques à l'Université Sapienza de Rome avant de devenir mannequin pour Egon von Fürstenberg, styliste de mode et ex-mari de Diane von Fürstenberg.  C'est elle  qui s'est rendu compte que Stella Jean préférait confectionner les vêtements plutôt que de les porter.

## Carrière
Stella Jean a commencé à attirer l’attention du public au concours « Who Is On Next » de 'Vogue Italie en 2011, quand elle a remporté la deuxième place. En 2013, Giorgio Armani lui a demandé de présenter ses créations dans l'espace Armani / Teatro à l'occasion de Milano Moda Donna pour la Fashion Week SS14 et elle a collaboré avec Christian Louboutin pour des chaussures de sa collection AW14, qui comportait sa première collection pour hommes. Pour la collection printemps / été 2014 de Stella Jean, elle a collaboré avec l'initiative Ethical Fashion de l'ONUDI. En conséquence, les tissus imprimés de cette collection ont été obtenus de manière durable, fabriqués à la main et visaient à aider les travailleurs du commerce dans les communautés défavorisées d’Afrique,. En avril 2014, elle a été sélectionnée par le Victoria and Albert Museum de Londres pour exposer plusieurs tenues dans son exposition Glamour of Italian Fashion 1945-2014. Sa marque est basée à Rome, mais elle est également commercialisée dans des boutiques spécialisées du monde entier telles que Matches Fashion, The Corner, Moda Operandi, Farfetch, United Arrows ou Alara Lagos.

## Influences culturelles
Les créations de Stella Jean reflètent son héritage créole et elle travaille souvent avec des artisans haïtiens et africains et intègre leur travail dans ses modes. En utilisant des artisans autochtones, elle cherche à soutenir les pays et les communautés en difficulté et à préserver leurs arts et leurs traditions ancestrales. Elle travaille avec l'industrie pour créer des entreprises commerciales et des communautés locales autonomes, en mettant l'accent sur l'autonomisation des femmes. Elle a commencé son partenariat avec Ethical Fashion Initiative en 2013 en élargissant sa gamme de produits éthiques tels que le Bogolan sur mesure (tissu de coton teint avec des décoctions d'herbes et de boue) du Mali et les bijoux d’Haïti. Stella Jean est une designer autodidacte italo-haïtienne. Son désir est de confectionner des vêtements éthiques en aidant les femmes les moins favorisées du monde. Elle est capable de créer des vêtements audacieux et colorés à l'intérieur et à l'extérieur. Ses créations ont été portées par des célébrités telles que Rihanna et Beyoncé. Elle utilise le nom de jeune fille de sa mère pour sa marque,

## Vie privée
Stella Jean est mère de deux enfants et réside à Rome avec ses enfants. 
Elle est engagée contre le racisme dans la mode.  